# هاينر بارا
هاينر بارا (بالإسبانية: Heiner Parra)‏ هو دراج كولومبي، ولد في 9 أكتوبر 1991 في Sora, Boyacá ‏ في كولومبيا.

## وصلات خارجية
- هاينر بارا على موقع الاتحاد الدولي للدراجات (الإنجليزية)
- هاينر بارا على موقع أرشيف الدراجات (الإنجليزية)
- هاينر بارا على موقع إحصائيات الدراجات الإحترافية (الإنجليزية)
- هاينر بارا على موقع نسبة الدراجات (الإنجليزية)